# Reithrodontomys rodriguezi
Reithrodontomys rodriguezi és una espècie de mamífer rosegador de la família dels cricètids. És endèmic de Costa Rica, on viu a altituds d'entre 1.500 i 3.400 msnm. Els seus hàbitats naturals són els boscos humits madurs d'altiplà i les pastures situades a les vores dels boscos. És una espècie en risc mínim, és a dir, no sembla que hi hagi cap amenaça significativa per a la seva supervivència.
L'espècie fou anomenada en honor del botànic costa-riqueny Juvenal Valerio Rodríguez.